# Gomáti
Gomáti (Gomati) är en ort i Grekland.   Den ligger i prefekturen Chalkidike och regionen Mellersta Makedonien, i den nordöstra delen av landet, 270 km norr om huvudstaden Aten. Gomáti ligger 101 meter över havet och antalet invånare är 509.
Terrängen runt Gomáti är huvudsakligen kuperad, men söderut är den platt. Havet är nära Gomáti åt sydost.  Närmaste större samhälle är Ierissos, 6,7 km öster om Gomáti. 